# کیتاب (نمایشنامه)
کیتاب، همچنین کتاب (زبان مالایالم: kitab, lit. kitab)، یک نمایشنامه به زبان مالایایی است که تصویری طنزآمیز از دختری جوان را به تصویر می‌کشد که سعی می‌کند اذان (وانگ)، یک اذان معمولی اسلامی را بخواند. در واقع می‌خواهد کاری کند که همواره از سوی مؤذن مذکر انجام شده‌است. این دختر انقیاد زنان در جامعه خود را زیر سؤال می‌برد و با رقصیدن با دوستانش، دزدیدن غذایی که از او محروم شده بود و درخواست فرصتی برای اذان گفتن، علیه هنجارهای جامعه شورش می‌کند.
این نمایشنامه توسط منگالاسری رافیق، نمایشنامه‌نویس و کارگردان نمایش نوشته شده‌است. این نمایش در نوامبر ۲۰۱۸ در ایالت کرالای هند، زمانی که جنبش حقوق زنان در حال شکل‌گیری بود و زنان خواستار حق عبادت در معبد ساباریمالا و برابری جنسیتی در فضاهای مذهبی، از جمله ورود زنان به ساباریمالا و شرکت در نماز در مساجد بودند منتشر شد.
منگالاسری رافیق گفت درام کیتاب او مستقیماً بر اساس داستان وانگ نیست بلکه اقتباسی مستقل از داستان پی جایچاندران نویسنده مالالیایی است. وی. کی. پراکاش کارگردان مالایایی و کاویا پراکاش همچنین برنامه‌ای مستقل برای اقتباس از داستان وانگو اثر پی جایچاندران در فیلمی به همین نام داشتند که متعاقباً در ژانویه ۲۰۲۱ اکران شد.

## طرح
دختر مسلمان دوست دارد مانند پدرش مؤذن باشد. او ماهی سرخ شده‌ای را که مادرش برای مردان خانه می‌پزد می‌دزدد و می‌گوید که این کار از نظر اخلاقی اشتباه نیست زیرا پاداچون (خدای خالق) متوجه می‌شود که دختران به اندازه کافی تغذیه نمی‌شوند. سپس پدرش از او انتقاد می‌کند و به او می‌گوید که زنان باید فقط نیمی از کارهای مردان را دریافت کنند. دختر در پاسخ به این سؤال با اخم می‌پرسد که چرا زنان نباید فقط نیمی از لباس مردانه را بپوشند؟
در لابه لای این کشمکش‌ها دختر به گفتن به اذان ابراز تمایل می‌کند. پدرش با مراجعه به یک کتاب بزرگ به تمام سوالات او پاسخ می‌دهد و او را از اجرای این پیشنهادش مبنی بر گفتن اذان به‌شدت نهی می‌کند و به او می‌گوید که اگر به این کارها ادامه دهد به بهشت نمی‌رسد.
دختر نیز در جواب پدرش به او می‌گوید: «اگر به خاطر آواز خواندن و رقصیدن دلم برای رفتن به بهشت تنگ شده‌است، پس آن بهشت را نمی‌خواهم. پدر حتی حاضر است دختر را زمانی که برخلاف میل او در نمایش مدرسه شرکت می‌کند، بکشد. وقتی مادرش به او یادآوری می‌کند که او نه تنها مؤذن است، بلکه پدر هم هست، به او اجازه می‌دهد اذان بگوید و درام با اذان دختر و بقیه نماز به پایان می‌رسد.

## جنجال
دبیرستان ماموندا در بخش کوژیکود این درام را برای مسابقه بین مدرسه ای در سطح منطقه در وتکرا به صحنه برد که برنده جوایز بهترین درام و بهترین بازیگر زن در سطح منطقه شد و قرار بود به مسابقه بین مدرسه ای ایالت کرالا برود. کیتاب تبعیض اجتماعی علیه زنان را در مسائل مختلف در خانواده سنتی مسلمان به تصویر می‌کشد. مسائل زیادی از جمله تبعیض علیه دختران در تهیه غذا، آموزش ضعیف و تعدد زوجات مورد بحث قرار گرفته‌است. از آنجایی که نمایشنامه به عدالت جنسیتی در چارچوب اسلام می‌پردازد، با مخالفت‌هایی روبرو شد و مشارکت دبیرستان ماموندا در تکمیل آن با موفقیت‌های مذهبی-سیاسی و محافظه کاران با استناد به مسائل مذهبی متوقف شد.این نمایش بحث‌هایی را در مورد برابری جنسیتی و عدم تحمل مذهبی برانگیخت.
بعدها نمایشی به نام کیتاب کورا نیز با شخصیت یک زن آزادیخواه مذهبی روی صحنه مالایایی اجرا شد. عباس کلاتهد، فعال تئاتر مالایالام، اگرچه علاقه ای به ضد درام نداشت، اما از نمایشنامه منگالاسری رافیق به دلیل نادیده گرفتن تعدادی از تغییرات گسترده اخیر در جامعه اسلامی انتقاد کرد. وی افزود: تصویر یک شیاد به عنوان یک شرور در جامعه دست کم گرفته می‌شود، زیرا اشرار دیگری در بین مسلمانان به وجود آمده‌است. منگالاسری رافیق در پاسخ به او گفت: می‌گویند جامعه مسلمانان در زندگی اجتماعی پیشرفت مستمر داشته‌است. این درست نیست. ممکن است در میان مسلمانان مانند سایر جوامع تغییراتی رخ دهد. اما نیروهای واپسگرا نیز شروع به تسلط کرده‌اند. حجاب یک لباس بود. اقلیت کوچکی در کرالا اکنون به هویت زنان مسلمان تبدیل شده‌اند. می‌دانم که مؤذن فقط یک کارمند در مسجد است. اما او نماینده روحانیونی است که قدرت شیطان را در بین مسلمانان تقویت کرده‌اند. این نمایش دربارهٔ پیشینه یک خانواده مسلمان است و بنابراین زندگی یک مسلمان را نشان می‌دهد و هیچ تلاشی برای توهین به مذهب خاصی وجود ندارد.
فعالان و نویسندگان از جمله کی ساچیدانان و سوهاریش مخالفت خود را با حذف کیتاب از جشنواره دولتی اعلام کردند. آنها در بیانیه‌ای مشترک، دخالت سازمان‌های مذهبی در ارزش‌های اصلاحات رنسانس و آزادی بیان را محکوم کردند. پراتاپ جوزف، فیلمبردار و کارگردان در شبکه‌های اجتماعی کمپین تبلیغاتی ایجاد کرد و گفت که حذف این نمایشنامه «تهدیدی برای ارزش‌های رنسانس و آزادی بیان» است.
نمایشنامه‌نویس الف. سانتا کومار در فیس بوک نوشت که «مدرسه با پس گرفتن نمایشنامه و تعظیم در برابر دستورات رهبران مذهبی دست‌های خود را شسته‌است. او شکایت دارد که آنها نویسنده نمایشنامه، منگالاسری رافیق را نیز منزوی کرده‌اند.» کومار پرسید که چرا کسانی که از «ارزش‌های رنسانس» صحبت می‌کنند در مورد انزوای منگالاسری رافیق به دست «بنیادگرایی اقلیت» سکوت کرده‌اند.

## منگالاسری رافیق
منگالاسری رافیق یک فیلمنامه‌نویس و کارگردان مالایایی زبان اهل (مالاپورام، کرالا) در هند است.
در سال ۲۰۱۳، او برنده جایزه کرالا ساهیتیا آکادمی شد.